# Лисицын, Владимир Николаевич
Влади́мир Никола́евич Лиси́цын (8 декабря 1936, Самарканд — 28 мая 1993, Новосибирск) — советский и российский учёный, доктор физико-математических наук, профессор.

## Биография
В. Н. Лисицын родился в семье военнослужащего в Узбекистане, где отец Николай Михайлович Лисицын находился в служебной командировке от Западно-Сибирского Военного Округа. В 1937 году семья переехала в Новосибирск. Вскоре умирает мать Столыпина Ольга Ивановна, и детей до самого юношества помогает воспитывать родная сестра Николая Михайловича Галина Михайловна Лисицина. Старший брат Евгений Николаевич в дальнейшем выбрал военную профессию и продолжил семейную традицию. А Владимир после окончания школы № 42 поступил в Новосибирский Электротехнический Институт на Электромеханический факультет, из которого вышел с дипломом электромеханика в 1960 году. По распределению отправился в Тюмень, где работал на заводе «Автотракторного электрооборудования» сначала мастером, через некоторое время начальником цеха и с марта 1962 года начальником «Энергобюро» завода. В то время, после получения профессионального и управленческого опыта на производстве, начали формироваться его научные интересы.
Лисицын поддерживал связь с институтами Академгородка в Новосибирске и в 1962 году был приглашен Кривощековым Г. В. в Институт радиофизики и электроники СО АН СССР. В этом институте (с 1963 года Институт физики полупроводников СО АН СССР) работал над исследованиями люминесцентных материалов для ОКТ, изучением временных и спектральных характеристик излучения рубинового лазера. В лаборатории Газовых оптических квантовых генераторов исследовал методы оптической накачки. Продолжив эту работу в составе группы, возглавляемой Чеботаевым В. П., были получены результаты, легшие в основу метода Нелинейного поглощения в газовых генераторах. Эта работа получила широкий резонанс в научной среде, и в 1978 году Чеботаеву В. П. и Летохову В. С. была присуждена Ленинская премия.
В 1963 году происходит знакомство с будущей супругой, педагогом по образованию, Пересторониной Людмилой Викторовной, с которой у них будет трое детей. Старший сын родился в следующем 1964 году. Еще будут дочь и сын, но в 1973 году брак распадается. Это событие ставит под вопрос развитие научной карьеры, в связи с особенностями социальной среды Советского периода. Лисицын полностью погружается в научную работу.
В 1969 году он защитил кандидатскую диссертацию по теме «Экспериментальные исследования газового лазера с поглощающей ячейкой в резонаторе» и возглавил лабораторию Квантовой оптики и радиофизики в Институте физики полупроводников. В последующие 10 лет его научная деятельность сосредоточилась на исследовании люминесценции кристаллов и стекол, временных характеристиках твердотельных лазеров, газовых лазерах высокого давления, генерации пикосекундных импульсов света и применении лазеров. В этот период было написано 110 из 136 научных работ и получен огромный научно-организационный опыт, позволивший в дальнейшем создать самостоятельное направление исследований газоразрядных лазеров высокого давления.
К моменту избрания на должность заведующего кафедрой Электронных приборов (НЭТИ) в 1981 году, Лисицын был известен как крупный специалист в области физики газовых лазеров и как руководитель лаборатории лазерной спектрометрии, объединивший многие исследовательские группы институтов СО АН с аналогичными научными интересами.
В 1983 году присвоено звание профессора. До повторного переизбрания заведующим кафедрой в 1987 году и вплоть до 1993 года был сосредоточен на исследованиях практического применения лазера в медицине и народном хозяйстве. Активно сотрудничал с Институтом патологии кровообращения СО АМН СССР. Участвовал в союзных и международных научных конференциях и продолжал публиковать научные работы. 

Лисицын В. Н. похоронен на Новосибирском кладбище в Академгородке рядом с отцом, который пережил своего сына на один год.

## Исследования
- Совместно с Сергиевским В. С. (Институт патологии кровообращения СО АМН СССР) в Институте полупроводников были проведены первые опыты по воздействию лазерного излучения на живые организмы. Это были пионерские на мировом уровне исследования. Начатая в 70-х, эта работа продолжалась в течение многих последующих лет.
- Работая на кафедре Электронных приборов, основные научные интересы были сосредоточены на спектроскопии биоорганических молекул. Лаборатория лазерной спектроскопии, которую возглавлял Лисицын, была ведущей в России в области двухфотонной лазерной спектроскопии биомолекул.

## Основные направления научной деятельности
- Лазерная спектроскопия биоорганических молекул
- Применение двухфотонных процессов в фотодинамической терапии злокачественных опухолей
- Исследования биоорганических молекул в качестве среды для трехмерной оптической памяти с двухфотонной записью и считыванием
- Разработка современных аналитических медицинских приборов, использующих принципы спектроскопии

## Труды
- Лисицын В.Н., Чеботаев В.П. " Гистерезис и "жесткое" возбуждение в газовом лазере". Журнал экспериментальной и теоретической физики. Письма в редакцию. - 1968. - Т.7, N 1. - С.3-6.
- Лисицын В.Н., Чеботаев В.П. "Эффекты насыщения поглощения в газовом лазере". Журнал экспериментальной и теоретической физики. - 1968. - Т.54, N 2. - С.419-423.
- Лисицын В.Н., Чеботаев В.П. "Об использовании эффекта Зеемана для стабилизации частоты газового лазера с нелинейным поглощением". Оптика и спектроскопия. - 1969. - Т.26, N 6. - С.856-858.
- Лисицын В.Н., Орлов В.А., Фомин Ю.Н., Чеботаев В.П., «Лазерный доплеровский измеритель скорости непрозрачных потоков жидкости и частиц», - В кн.: Экспериментальные методы и аппаратура для исследования турбулентности: Труды. III Всесоюзное совещание. Новосибирск: ИТФ СО АН СССР, 1980.
- Лисицын В. Н., Орлов В.А., Ревякин С.В., Сергиевский В.С., Фомин Ю.Н. Оптические методы обработки информации. "О лазерном методе локальных измерений скорости кровотока" Автометрия, 1984, N1.
- Лисицын В. Н., Макуха В. К., Юршина Л. А. Об использовании эффекта Поккельса для предварительного определения длины волны лазерного излучения. Тезисы докладов 1-й Региональной научно-технической конференции «Электронное приборостроение», секция «Электронно — физическая», Новосибирск, НЭТИ, 1986.
- Гуськов Л.Н., Гуськов О.Л., Лисицын В.Н., Поповченко О.В., "Исследование разрешающей способности газового электролюминесцентного детектора рентгеновского излучения" Автометрия, 1987, № 4.
- Гуськов Л. Н., Лисицын В. Н., Макуха В. К., Юршина Л. А. Лазерный двухфотонный спектрометр для исследования сложных органических молекул. Тезисы докладов III Всесоюзной конференции «Применение лазеров в технологии и системах передачи и обработки информации», ИФ АН ЭССР, Таллин, 1987.
- Грошев Д. Е., Гуськов Л. Н., Лисицын В. Н., Макуха В. К. Двухфотонная лазерная спектроскопия органических и биомолекул. Тезисы докладов Международной конференции по нелинейной и когерентной оптике, ИФ АН БССР, Минск, 1988.
- Гуськов Л. Н., Лисицын В. Н., Макуха В. К. Лазерное сканирующее устройство для считывания штриховых кодов. Тезисы докладов Всесоюзной научно-технической конференции «Электронное приборостроение», ВНТОРЭС им. А. С. Попова, Новосибирск, 1988, с. 97.
- Горячко А.В, Гуськов Л. Н., Лисицын В. Н., Макуха В. К. Расчет разрешающей способности лазерного считывателя штриховых кодов. Тезисы докладов XLIY Всесоюзной научной сессии, посвященной Дню Радио, ВНТОРЭС им. А. С. Попова, Новосибирск, 1989, с. 16 — 17.
- Василевский А.И, Лисицын В. Н., Макуха В. К. Атомизация молекулярного теллура в вакууме. Тезисы докладов XLIY Всесоюзной научной сессии, посвященной Дню Радио, ВНТОРЭС им. А. С. Попова, Новосибирск, 1989, с. 38-39.
- Грошев Д. Е., Лисицын В. Н., Макуха В. К., Мешалкин Ю. П. Автоматизированный лазерный двухфотонный спектрометр для исследования биологических молекул. Тезисы докладов Всесоюзной научно — технической конференции «Актуальные проблемы электронного приборостроения», НЭТИ, Новосибирск, 1990.
- Мешалкин Ю. П., Грошев Д. Е., Гуськов Л. Н., Лисицын В. Н., Макуха В. К. Двухфотонное возбуждение альбумина. Биофизика, 1990, т.35, N5, с 739—741.
- Грошев Д. Е., Лисицын В. Н., Макуха В. К., Мешалкин Ю. П. Руденко П. А. Двухфотонное возбуждение люминесценции ароматических аминокислот. Журнал прикладной спектроскопии, 1990, т.53, N1.
- Groshev D.E., Lisitsyn V.N., Makukha V.K., Meshalkin Yr.P. Two-photon fluorescence of biological molecules. Proceedings of International Conference «Laser’s — 91», San-Diego, California, USA, 1991.

Учебные пособия 

Лисицын В.Н., Мешалкин Ю.П. Физические основы применения лазеров в биологии и медицине. Учебное пособие по курсу "Применение лазеров" (спец.2004) - Новосибирск НГТУ, 1993 - 41 с.